# Google Developers
Google Developers (преди това като Google Code) е сайт на Google за платформи и инструменти за софтуерно разработване, приложно програмен интерфейс (application programming interfaces, API-та) и технически ресурси. Сайтът съдържа информация за използването на инструментите за разработване от Google програмисти и API-та, дискусионни групи и блогове за разработчици, като се използват продукти на Google.
Има API-та предлагани за почти всички най-популярни потребителски продукти като Google Maps, Google Play, Google Apps и други.